# 若孜浩気
若孜 浩気（わかつとむ ひろき、1973年2月13日 - ）は、和歌山県和歌山市出身（出生地は東京都中野区）で松ヶ根部屋所属の元大相撲力士、現在は飲食店のオーナー。本名は、中尾 浩規（なかお ひろき）。身長172cm、体重169kg。趣味はボウリング。最高位は東前頭12枚目（2001年5月場所）。得意技は突き、押し、血液型はO型。

## 来歴
元・学生横綱で元レスリング・メルボルンオリンピック代表の中尾三郎の長男として生まれる。小学校時代に相撲を始め、明治大学付属中野中学校入学後に本格的に相撲に取り組んだ。同級生には花田光司（後の横綱貴乃花）がいた。明治大学付属中野高等学校へ進むと、インターハイで団体戦・個人戦で日本一に輝いた。個人戦では出島を破って優勝している。高校卒業後は大学相撲強豪の中央大学へ進学し、同僚の玉春日や出島らと共に学生選手権団体戦優勝や個人戦3位の成績を記録した。
大学卒業後は日本通運に入社したが、相撲界への未練が絶ち切れず半年で退社し、年寄・9代松ヶ根（元大関・若嶋津）が師匠を務める松ヶ根部屋に入門し、身長172cmであったが幕下付出の新弟子検査体格基準が撤廃されたため新弟子検査に合格し、1995年11月場所において幕下付出で初土俵を踏んだ。1999年3月場所に新十両へ昇進し、同時に四股名を本名の「中尾」から「若孜」へと改名した。その3月場所では6勝9敗と負け越し、翌5月場所に幕下へ陥落した。その後は幕下上位に在位し続け、2000年9月場所に十両へ復帰して以降は十両に定着し、2001年3月場所には東十両3枚目の位置で10勝5敗の成績を挙げて初の十両優勝を飾り、翌5月場所に新入幕を果たした。幕内には3場所在位したものの、膝の怪我などの影響により1場所も勝ち越すことはできず、同年11月場所には十両へ陥落し、その11月場所でも2勝13敗と大敗してしまい、翌2002年1月場所では幕下へ陥落した。
2002年9月場所には四股名を再び本名である「中尾」へと戻し、一時は三段目まで陥落したものの、徐々に番付を戻していき、2003年3月場所では東幕下11枚目の位置で7戦全勝の成績を挙げて2回目の幕下優勝を果たして、内規により翌5月場所において3回目の十両昇進を果たした。しかし、西十両5枚目の位置で迎えた2004年3月場所で4日目に右膝の半月板を損傷して翌5日目から休場し、結果的に5敗10休という成績となってしまい、翌5月場所には一気に幕下へと陥落してしまった。その後も十両復帰を目指して怪我と戦いながら幕下で相撲を取り続け、2005年7月場所には3回目の幕下優勝を果たした。2006年3月場所には再び「若孜」という四股名へと改名したものの、同年7月場所では初日から全休し、その7月場所の千秋楽である同年7月23日に引退届を提出して現役を引退した。同年9月2日に東京都港区の日本通運本社で断髪式を行った。
引退後は、現役時から足繁く通っていたという東京都中野区にあるジンギスカン店「ジンギスカンゆきだるま中野店」のオーナーとなった。2009年3月には千葉県市川市に実弟が店長を務める支店「ジンギスカンゆきだるま本八幡部屋」を、2012年6月には東京都墨田区両国に支店「ジンギスカンゆきだるま両国部屋」を開店し、さらに2014年6月には東京都江東区亀戸に元十両・玉ノ国が店長を務める支店「ジンギスカンゆきだるま中野部屋一門 亀戸部屋」を、2017年5月には東京都中野区に支店「ジンギスカンゆきだるま中野部屋 （はなれ）」を開店した。また、現在は週末に父の母校である慶應義塾大学の相撲部でコーチとして指導を行っている。

## 主な成績
- 生涯成績：269勝235敗49休  勝率.534
- 幕内成績：17勝28敗 勝率.378
- 現役在位：63場所
- 幕内在位：3場所
- 各段優勝
  - 十両優勝：1回（2001年3月場所）
  - 幕下優勝：3回（1998年11月場所、2003年3月場所、2005年7月場所）

### 場所別成績
| | 一月場所 初場所（東京） | 三月場所 春場所（大阪） | 五月場所 夏場所（東京） | 七月場所 名古屋場所（愛知） | 九月場所 秋場所（東京） | 十一月場所 九州場所（福岡） |
| --- | ----------------------- | ----------------------- | ----------------------- | --------------------------- | ----------------------- | --------------------------- |
| 1995年 （平成7年） | x                       | x                       | x                       | x                           | x                       | 幕下付出60枚目 4–3          |
| 1996年 （平成8年） | 西幕下51枚目 4–3        | 西幕下42枚目 3–4        | 東幕下54枚目 6–1        | 東幕下27枚目 休場 0–0–7     | 東三段目7枚目 6–1       | 東幕下36枚目 4–3            |
| 1997年 （平成9年） | 東幕下26枚目 5–2        | 西幕下15枚目 4–3        | 東幕下8枚目 3–4         | 東幕下15枚目 4–3            | 東幕下10枚目 4–3        | 西幕下7枚目 5–2             |
| 1998年 （平成10年） | 西幕下3枚目 1–2–4       | 西幕下25枚目 休場 0–0–7 | 西幕下25枚目 5–2        | 西幕下15枚目 4–3            | 東幕下12枚目 2–5        | 西幕下28枚目 優勝 7–0       |
| 1999年 （平成11年） | 東幕下3枚目 6–1         | 東十両12枚目 6–9        | 東幕下3枚目 3–4         | 西幕下7枚目 5–2             | 東幕下3枚目 3–4         | 西幕下6枚目 5–2             |
| 2000年 （平成12年） | 東幕下2枚目 2–5         | 西幕下10枚目 4–3        | 東幕下7枚目 4–3         | 西幕下5枚目 5–2             | 西十両9枚目 9–6         | 東十両7枚目 7–8             |
| 2001年 （平成13年） | 西十両8枚目 9–6         | 東十両3枚目 優勝 10–5   | 東前頭12枚目 7–8        | 東前頭14枚目 7–8            | 西前頭15枚目 3–12       | 東十両7枚目 2–13            |
| 2002年 （平成14年） | 西幕下3枚目 3–4         | 東幕下7枚目 1–6         | 東幕下28枚目 4–3        | 西幕下20枚目 休場 0–0–7     | 東三段目筆頭 6–1        | 東幕下29枚目 5–2            |
| 2003年 （平成15年） | 東幕下15枚目 4–3        | 東幕下11枚目 優勝 7–0   | 西十両11枚目 7–8        | 東十両12枚目 6–9            | 西幕下筆頭 5–2          | 東十両12枚目 7–8            |
| 2004年 （平成16年） | 東十両11枚目 9–6        | 西十両5枚目 0–5–10      | 西幕下2枚目 休場 0–0–7  | 西幕下42枚目 4–3            | 東幕下36枚目 5–2        | 東幕下23枚目 5–2            |
| 2005年 （平成17年） | 東幕下13枚目 3–4        | 西幕下19枚目 3–4        | 東幕下28枚目 3–4        | 西幕下33枚目 優勝 7–0       | 西幕下3枚目 3–4         | 東幕下6枚目 2–5             |
| 2006年 （平成18年） | 東幕下18枚目 2–5        | 西幕下32枚目 3–4        | 西幕下39枚目 3–4        | 西幕下48枚目 引退 0–0–7     | x                       | x                           |
| 各欄の数字は、「勝ち-負け-休場」を示す。 優勝 引退 休場 十両 幕下 三賞：敢=敢闘賞、殊=殊勲賞、技=技能賞 その他：★=金星 番付階級：幕内 - 十両 - 幕下 - 三段目 - 序二段 - 序ノ口 幕内序列：横綱 - 大関 - 関脇 - 小結 - 前頭（「#数字」は各位内の序列） |                         |                         |                         |                             |                         |                             |

### 幕内対戦成績
| 力士名   | 勝数 | 負数 | 力士名   | 勝数 | 負数 | 力士名   | 勝数 | 負数 | 力士名   | 勝数 | 負数 |
| -------- | ---- | ---- | -------- | ---- | ---- | -------- | ---- | ---- | -------- | ---- | ---- |
| 安芸乃島 | 0    | 2    | 朝乃若   | 1    | 1    | 安美錦   | 1    | 0    | 皇司     | 1    | 0    |
| 小城錦   | 1    | 0    | 海鵬     | 1    | 0    | 北桜     | 1    | 1    | 旭鷲山   | 0    | 2    |
| 旭天鵬   | 0    | 2    | 琴龍     | 0    | 1    | 十文字   | 1    | 1    | 大善     | 1    | 1    |
| 貴闘力   | 0    | 2    | 玉春日   | 0    | 1    | 千代天山 | 0    | 2    | 闘牙     | 0    | 1    |
| 時津海   | 2    | 0    | 栃乃花   | 0    | 1    | 濵錦     | 1    | 1    | 肥後ノ海 | 0    | 1    |
| 湊富士   | 1    | 0    | 和歌乃山 | 1    | 0    |          |      |      |          |      |      |

## 改名歴
- 中尾 浩規（なかお ひろき）1995年11月場所-1999年1月場所、2002年9月場所-2004年3月場所
- 若孜 浩気（わかつとむ ひろき）1999年3月場所-2002年7月場所、2006年3月場所-2006年7月場所
- 中尾 綱宏（なかお つなひろ）2004年5月場所-2005年3月場所
- 中尾 蓮宝輝（なかお れんほうき）2005年5月場所-2006年1月場所